# 豊田兼
豊田 兼（とよだ けん、2002年10月25日 - ）は、日本の陸上競技選手。専門は400m障害走。慶應義塾大学競走部所属。父がフランス人、母が日本人のハーフ。身長195cm。
桐朋小学校、桐朋中学校・高等学校卒業。慶應義塾大学環境情報学部卒業。トヨタ自動車所属。

## 主な戦績
主な戦績は以下の通り。

### 2024年
6月28日に行われた日本陸上競技選手権大会400mハードルで、47秒99、日本歴代3位の記録で優勝。
2024年パリオリンピックの陸上競技男子400メートルハードルの予選では、5組に出場したが最後は足を痛めたような走りで53秒62のタイムで6着となり、敗者復活ラウンドも左足を痛めたため欠場となった。

## 自己記録
- 110mハードル- 13秒29 （2023年8月4日）
- 400mハードル- 47秒99 （2024年6月28日）